# Institut canadien-français d'Ottawa
L'Institut canadien-français d'Ottawa est un institut culturel franco-ontarien créé en 1852 à Ottawa par l'ancien maire de cette ville, Joseph-Balsora Turgeon et premier maire francophone de cette ville.

## Historique
Joseph-Balsora Turgeon est une personnalité politique franco-ontarienne. Il fut maire de Bytown (l'ancien nom de la ville d'Ottawa pour laquelle il proposa cette nouvelle dénomination). Il était le grand défenseur des droits francophones et a toujours milité en faveur des droits des écoles de langue française.

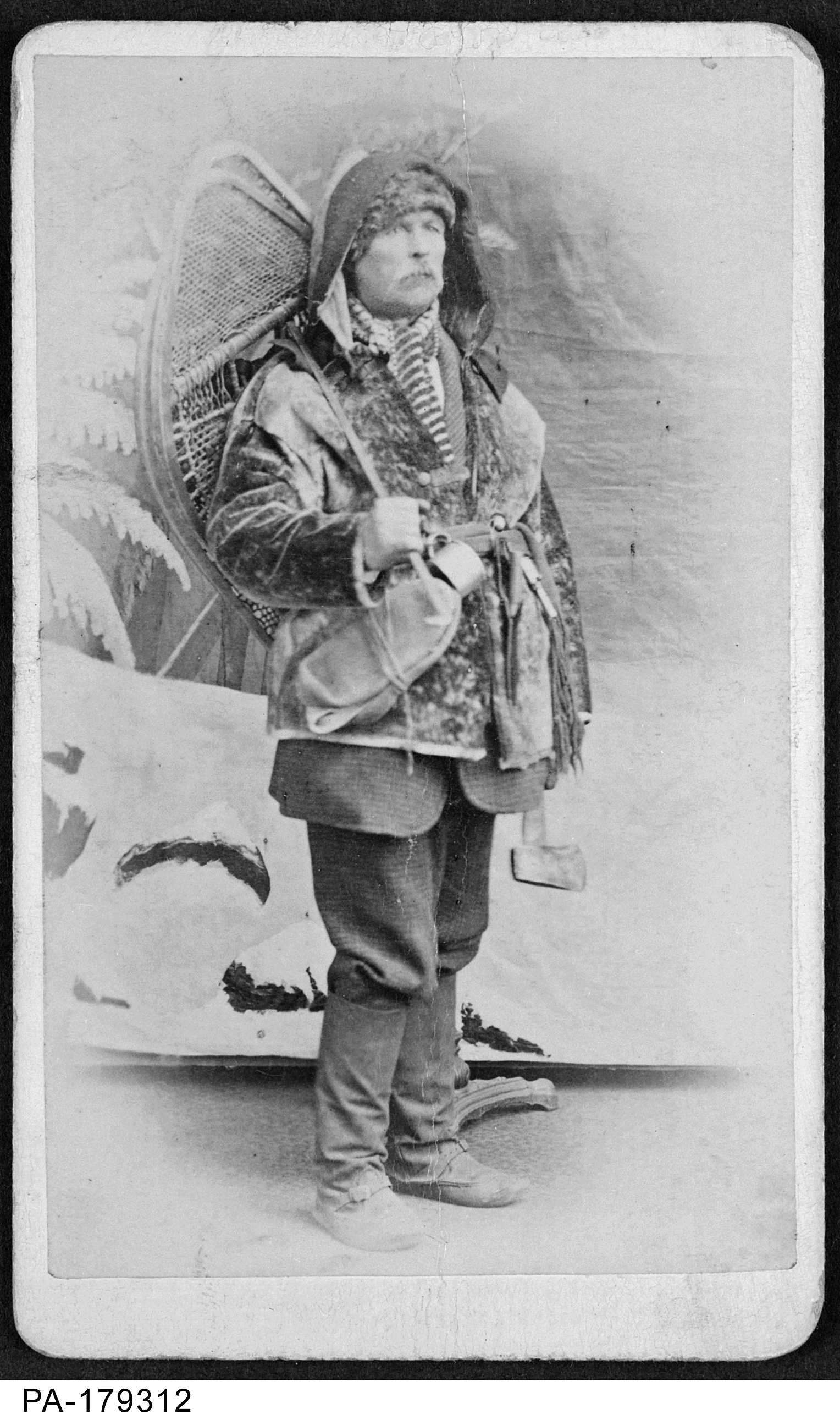
Joseph Balzora Turgeon, maire de Bytown, dans son costume de chasseur, en train de faire du trappage dans les bois.

En 1852, il devient commissaire d’écoles et membre d’un cabinet de lecture (le Mechanics’ Institute). Un jour, Joseph-Balsora Turgeon protesta avec véhémence quand on proposa l’exclusion des Canadiens français de cette institution culturelle. En quittant la salle avec quelques-uns de ses compatriotes dont le futur maire d'Ottawa Pierre Saint Jean, il annonce qu’il fondera un cercle littéraire qui survivra longtemps après la disparition du cabinet de langue anglaise. C’est ce cercle littéraire qui deviendra plus tard l’Institut canadien-français d’Ottawa. À l’origine, il est réservé aux hommes. 
Le 29 mars 1856, le Cercle littéraire, est rebaptisé « Institut canadien-français de la cité des Outaouais ». 
Le 19 juillet 1865, l’Institut est constitué en corporation et la loi constitutive de l’Institut Canadien Français de la cité d’Outaouais est enregistré officiellement par le Parlement de la Province du Canada le 18 septembre de la même année.
En novembre 1870, premier souper annuel aux huîtres. Cette fête annuelle se poursuit encore de nos jours, sans interruption, sous le nom de "Soirée des huîtres". 
Le 24 juin 1877, fut célébré le 25e anniversaire de la fondation de l’Institut et inauguré son nouvel édifice au 18-20, rue York, près de la rue Sussex. Il comprend une salle de lecture, des salles de jeux, une bibliothèque et un théâtre pouvant accueillir près de 700 personnes.
En 1908, le Premier ministre du Canada, Wilfrid Laurier, est nommé président d’honneur de l’Institut. Il est le premier à recevoir ce titre.
Le 20 novembre 1920, fondation de l’Association technologique de langue française d’Ottawa, précurseur de l’Association des traducteurs et interprètes de l’Ontario. Elle trouve son origine à l’Institut et ses premières réunions se tiendront à l’Institut.
Du 11 au 13 juin 1952,  fut célébré le 100e anniversaire de la fondation de l’Institut.
Le 31 janvier 1956, l’Institut fait l’acquisition d’un édifice au 316 de la rue Dalhousie, à l'angle de la rue York et y emménage.
L’Institut canadien-français d’Ottawa est aujourd'hui l'un des deux seuls Instituts canadien-français encore existant aujourd'hui, après la fermeture de l'Institut canadien de Montréal en 1880. Seul l'Institut canadien de Québec, qui avait accepté de se débarrasser de ses livres jugés immoraux par l'Église catholique, existe toujours.
Depuis sa création en 1852, l'institut n'admet pas les femmes comme membres. 

## Description
L'immeuble de pierres de style Second Empire qui abrite l’Institut canadien-français d'Ottawa a été construit en 1876. L’Institut avait pour fonction de promouvoir les lettres, les arts et les sciences chez les Canadiens français. L’Institut payait les frais de scolarité des jeunes collégiens du Collège de Bytown (devenu aujourd’hui l’Université d’Ottawa). 
Le 20 mai 1858, l'Institut canadien-français d'Ottawa lança le premier journal de langue française à Ottawa, "Le Progrès". Il était le premier journal francophone édité en Ontario, car avant lui, d'autres journaux, tels que La Gazette française (1825), L’Ami de la jeunesse (1843) et Le Citoyen (1850), destinés au public franco-ontarien, étaient imprimés à Détroit. Le journal Le Progrès ne parut que six mois, mais il fut l'un des précurseurs d'une myriade de journaux en langue française (Le Courrier d’Ottawa (1861), suivi du Canada (Ottawa, 1865), du Soleil (Ottawa, 1865), de L’Impartial (Ottawa, 1869) et de L’Étoile canadienne (Windsor, 1870). Entre 1870 et 1900, pas moins de 34 journaux francophones sont publiées en Ontario.